# Haqimi Azim
Haqimi Azim (Selangor, Malasia; 6 de enero de 2003) es un futbolista de Malasia que juega en la posición de delantero con el Kuala Lumpur City FC de la Superliga de Malasia desde el año 2022.

## Carrera

### Club
| Periodo | Club                 |
| ------- | -------------------- |
| 2022–   | Kuala Lumpur City FC |

### Selección nacional
Ha estado en el proceso de selecciones nacionales de Malasia desde la categoría sub-19, y llegó a jugar en los Juegos del Sudeste Asiático de 2023. Haqimi fue convocado por el entrenador Kim Pan-gon para el Campeonato de la AFF 2022, torneo en el que debutó con Malasia el 24 de diciembre de 2022 en la victoria por 5–0 sobre Laos en el Bukit Jalil National Stadium, partido en el que anotó su primer gol internacional.

## Logros

### Selección nacional
- Merlion Cup: 2023[4]
- Pestabola Merdeka: 2024[5]

### Individual
- Mejor jugador joven de Malasia: 2024–25